# Alejandro Llorente
Alejandro Llorente y Lannas (Cádiz, 10 de octubre de 1814 - Madrid, 30 de diciembre de 1901) fue un político, historiador y periodista español.

## Biografía
Director de la "Revista Andaluza" y del diario "El Tiempo", en 1842 debió partir al exilio tras haber dado muerte en un duelo al jefe político de la provincia de Cádiz. Acogido a la amnistía del año siguiente, fue elegido diputado del Congreso en varias legislaturas entre 1843 y 1857, ministro de gobernación en 1852, de Hacienda e interinamente de Gracia y Justicia en 1853 y de Estado en 1864; 
senador en 1863, 1871 y 1876; 
miembro de la Real Academia de la Historia desde 1872; 
gobernador del Banco Hipotecario de España y del Banco de San Fernando entre 1875 y 1882.
Y también fue nombrado caballero de la Orden del Toisón de Oro y caballero gran cruz de la Orden de Carlos III.
Sus principales obras fueron De la imprenta en Francia y de las últimas discusiones del cuerpo legislativo, publicado en el primer número de la Revista de España, en 1868, La primera crisis de Hacienda en tiempos de Felipe II y Cortes y sublevación de Cerdeña bajo la dominación española.
| Predecesor: Gabriel Aristizábal Reutt | Ministro de Hacienda 1853 | Sucesor: Manuel Bermúdez de Castro y Díez |

| Predecesor: Manuel de Pando y Fernández de Pinedo | Real Academia de la Historia Medalla 17 1872 - 1901 | Sucesor: Cipriano Muñoz y Manzano |